# La Merveilleuse Surprise d'Odée
La Merveilleuse Surprise d'Odée est la sixième histoire de la série Les Aventures d'Attila de Derib au dessin et du duo Maurice Rosy-Maurice Kornblum au scénario. Elle est publiée pour la première fois dans le journal Spirou du no 1816 au no 1834. Puis est publiée sous forme d'album en 1974.

## Univers

### Synopsis
Dans le parc du château, le professeur Colmant raconte au colonel, à Bourrillon et aux deux chiens que Z 14 est ici pour protéger Odée. Pendant ce temps Odée joue dans une mystérieuse pièce vide, mais Attila s'aperçoit de sa disparition. Odée passe la porte et entre dans une autre pièce futuriste contenant notamment un bureau et un vieux livre. Odée attend qu'Attila le retrouve, mais une voix venu de nulle part lui dit de trouver la sortie. Un mur s'ouvre alors et la nouvelle pièce contient une sorte d’hélicoptère futuriste. Il prend place à l'intérieur. À la surface, les cinq ont fait le tour du parc pour retrouver Odée, sans succès. Ce dernier arrive alors par les airs dans l'hélicoptère. Il raconte son histoire et part faire un tour avec Z 14. Ils arrivent à l'endroit du parc ou Odée est sortie, mais ne trouvent rien. En fouillant l’hélicoptère Z 14 ils découvrent un cerceau : en appuyant sur un bouton, une hélice sort et il s'envole. Odée remonte dans l'hélicoptère et ils prennent la direction du château avec leurs engins volants. Le colonel qui doit repartir emprunte l’hélicoptère pour rentrer accompagné par Z 14 ainsi qu'Odée et Attila, qui suit avec le cerceau volant. Après avoir déposé le colonel ils prennent la direction du château, mais aux alentours ils voient un vrai hélicoptère qui rôde dans les environs. Attila, sans se faire voir, permet de détourner l'attention de l’hélicoptère pour permettre à Odée et Z 14 de rentrer au château sans être vus. Dans l'hélicoptère se trouvent Labouf et Lerazé, deux malfrats vus dans une histoire précédente. Attila et Z 14 décident d'espionner les deux malfrats et apprennent qu'ils s’intéressent au château. Tout d'un coup, ils disparaissent au milieu du parc sous les yeux d'Attila et Z 14 qui n'y comprennent rien. De retour au château, ils se répartissent le travail pour les retrouver. Le professeur et Odée prennent l'hélicoptère pour fouiller le parc, alors que les trois autres s'occupent de l'intérieur du château. Pendant ce temps, Labouf et Lerazé sont dans la même pièce étrange ou était Odée tout à l'heure et ne comprennent pas où ils sont. Dans l'hélicoptère, le professeur Colmant et Odée montent dans les airs pour voir la limite de hauteur de l'appareil. Ils arrivent jusqu'à une planète inconnue caché par la lune. Ayant atterri, ils s'immunisent pour sortir avec un petit tube qui les recouvrent d'une sorte de champ magnétique. Dans le château, une explosion à la cave alerte le trio. Dans l'étrange pièce, le bruit d'explosion a été causé par le fait que les deux malfrats ont touché le livre. Ils veulent prendre une photo, mais celui-ci explose et une voix déclare qu'aucune image ne doit être prise. Dans la cave, le trio suit le perroquet du château et découvre les deux malfrats endormis, expulsés d'un trou dans le mur. Sur la planète, l'exploration commence pour le prof et Odée, notamment le manque de gravité et de pouvoir flotter dans les airs. Ils montent dans l'hélicoptère pour repartir, mais après le départ les commandes se bloquent et soudain ils sont éblouis par un flash. Tout à coup, ils se retrouvent dans la pièce où Odée a trouvé l'hélicoptère. Passant de pièce en pièce, ils se retrouvent dans la cave du château et racontent leurs aventures à Attila, Z 14 et Bourrillon. Le colonel, prévenu par Attila, arrive pour arrêter Labouf et Lerazé, mais au même moment, ils fuient. Une course-poursuite s'engage dans le château, croisant Z 14, les deux malfrats l'attachent en laisse, pensant qu'un chien peut les conduire vers la sortie. Il les conduit dans la pièce où se trouve le perroquet qui crie « Haut les mains ! ». Croyant être mis en joue, les deux malfrats s'arrêtent. Z 14 en profite pour s'enfuir prévenir les autres. Labouf et Lerazé ont entretemps pris conscience du malentendu, ils tendent un piège et quand l'équipe pénètre dans la pièce, ils ferment la porte à clé pour les enfermer. Ils appellent leur supérieur, qui envoie une fausse ambulance de mèche pour endormir l'équipe avec un gaz. Quand ils pénètrent dans la pièce, elle est vide. Alors qu'ils repartent, une voix insulte les faux infirmiers. Pensant que cela vient de Labouf, ils l’embarquent pour lui donner des calmants. En fait, le professeur Colmant a rendu l'équipe invisible mais ne parvient pas à inverser le processus. Alors que l'ambulance repart, le reste de l'armée arrive et arrête tout le monde. Un bruit d'explosion retentit dans le château : c'est l'équipe qui a réussi à redevenir visible. Le soir, le professeur Colmant explique que tout ceci a été commandité par le professeur Dangereux qui s'intéresse à l'héritage d'Odée.

## Publication

### Revues
L'histoire est publiée pour la première fois dans le journal Spirou du no 1816 au no 1834. Au cours de la publication elle fait la couverture du no 1816 avec un dessin de Derib.

### Album
L'histoire est publiée pour la première fois sous forme d'album broché en 1974 par les éditions Dupuis. En septembre 2010, les éditions Dupuis sortent une intégrale de la série en un album dont l'histoire Attila au château.